# Chung Kwang-suk
Chung Kwang-suk (hangul 충쾅섴, ur. w 1973) – koreański florecista, brązowy medalista mistrzostw świata.
Podczas mistrzostw świata w La Chaux-de-Fonds w 1998 roku Koreańczycy w składzie: Kim Young-ho, Yu Bong-hyeong, Chung Kwang-suk i Kim Seung-pyo zdobyli brązowy medal w zawodach drużynowych. W rywalizacji indywidualnej zajął tam 26. miejsce. Był też między innymi dziewiąty w zawodach drużynowych na mistrzostwach świata w Seulu (1999).
Nigdy nie wziął udziału w igrzyskach olimpijskich.